# Hanover Street (Boston)
Die Hanover Street ist eine Straße im Bostoner Stadtteil North End im Bundesstaat Massachusetts der Vereinigten Staaten.

## Geschichte
Die Straße ist eine der ältesten in Boston und war ursprünglich ein Indianerpfad, der noch vor der Errichtung der ersten europäischen Siedlung einen Zugang zur Küste bot. Im 17. Jahrhundert trug die Straße den Namen Orange Tree Lane, wurde jedoch im Jahr 1708 nach dem britischen Haus Hannover in Hanover Street umbenannt. Im Jahr 1824 wurden die ehemaligen Straßen North Street und Middle Street ebenfalls Teil der heutigen Hanover Street.
In den 1960er Jahren wurde ein großer Teil der Straße abgerissen, um Platz für den Bau des Government Center zu schaffen. Heute befinden sich entlang der Straße viele Geschäfte, Cafés, Kirchen und italienische Restaurants.